# HMS President (1829)
Pour les autres navires du même nom, voir HMS President.
Le HMS President est une frégate de 58 canons naviguant au XIXe siècle dans la Royal Navy. 

## Histoire
Ce bateau est commandé en mai 1818, dans le but de construire une frégate avec les lignes exactes du précédent HMS  President, l'ancien USS President capturé à l'US Navy en janvier 1815. 
Durant sa carrière, il a été le navire amiral de la Pacific Station et participe au siège de Petropavlovsk durant la guerre de Crimée.